# Алоэ красивое
Алоэ красивенькое, или Ало́э краси́вое (лат. Aloe bellatula) — многолетнее травянистое растение, вид рода Алоэ (Aloe) семейства Асфоделовые (Asphodelaceae), распространённый в центральной части Мадагаскара.

## Ботаническое описание

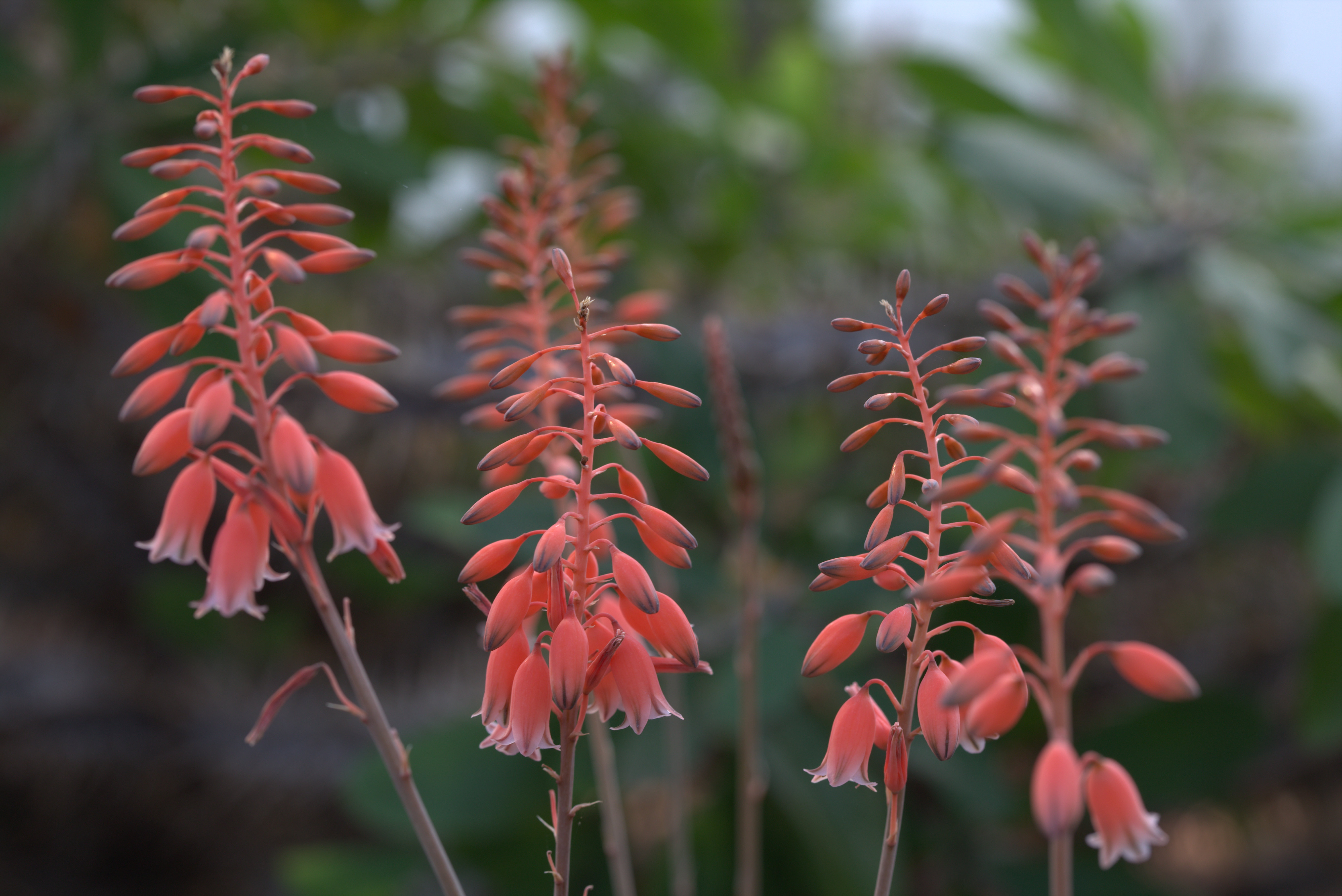
Соцветия

Листья узкие, тёмно-зелёного цвета, собраны в розетку, длина 10—13 см, ширина 0,9—1 см. На поверхностях листьев расположены небольшие бородавки и белые пятна. На краях листьев находятся небольшие шипы. Цветонос достигает в длину 60 см, не ветвится (только иногда может разветвиться на 1—2 ветви). Цветки колокольчатовидные, их цвет коралловый, длина до 1,3 см.

## Охрана
Вид включён в приложение I конвенции СИТЕС.